# Carla Gravina
Carla Gravina, född 5 augusti 1941 i Gemona del Friuli, Friuli-Venezia Giulia, är en italiensk skådespelerska och före detta politiker.

## Utmärkelser
Gravina har prisats för sina insatser bland annat vid Internationella filmfestivalen i Locarno 1958 för Amore e chiacchiere och vid filmfestivalen i Cannes 1980 för Terrassen.

## Roller i urval
- 1957 – Amore e chiacchiere
- 1958 – Kvartetten som sprängde
- 1960 – Vägen tillbaka
- 1968 – Banditerna i Milano
- 1971 – Okänd hämnare
- 1972 – Kärleksprovet
- 1973 – Kändisen
- 1974 – Besatt - exorcism
- 1980 – Terrassen
- 1993 – Den långa tystnaden